# Megaclite (astronomia)
Megaclite, o Giove XIX, è un satellite naturale minore del pianeta Giove.

## Scoperta
Il corpo è stato scoperto nel novembre 2000 da una squadra di astronomi dell'Università delle Hawaii guidata da Scott Sheppard e composta, fra gli altri, da David Jewitt, Yanga Fernández ed Eugene Magnier. Al momento della scoperta gli fu assegnata la designazione provvisoria S/2000 J 8.

## Denominazione
Nell'ottobre 2002, l'Unione Astronomica Internazionale ha attribuito al satellite il nome di Megaclite, una delle numerose amanti di Zeus secondo la mitologia greca.

## Parametri orbitali
In virtù dei suoi parametri orbitali Megaclite è comunemente considerato un membro del gruppo di Pasifae, che si compone dei satelliti gioviani irregolari con semiassi maggiori compresi fra 22,8 e 24,1 milioni di chilometri, e con inclinazioni orbitali comprese fra 144,5° e 158,3°. Tuttavia mentre Pasifae è di colore grigio (curva di luce B−V=0,74, V−R=0,38, V−I=0,74), Megaclite ha una colorazione rosso chiaro (B−V=0,94, V−R=0,41, V−I=1,05) simile a quella di Calliroe.
Megaclite ha un diametro di circa 6 km e orbita attorno a Giove in 747,09 giorni, a una distanza media di 24,687 milioni di km, con un'inclinazione di 150° rispetto all'eclittica (148° rispetto al piano equatoriale di Giove), con moto retrogrado e un'eccentricità orbitale di 0,308.